# Сан Костантино (Вибо Валенција)
Сан Костантино је насеље у Италији у округу Вибо Валенција, региону Калабрија.
Према процени из 2011. у насељу је живело 715 становника. Насеље се налази на надморској висини од 187 м.